# Maciej Gryczmański
Maciej Stanisław Gryczmański (ur. 11 lutego 1937 w Kazimierzu, zm. 4 kwietnia 2021) – polski specjalista w dziedzinie geotechniki i budownictwa, nauczyciel akademicki, profesor zwyczajny Politechniki Śląskiej.

## Życiorys
Maciej Gryczmański urodził się w rodzinie inteligenckiej w Kazimierzu (obecnie jest to dzielnica Sosnowca). W Kazimierzu w latach 1943–1950 uczęszczał do szkoły podstawowej, a następnie w latach 1950–1954 do Liceum Ogólnokształcącego im. Stanisława Staszica w Sosnowcu. Po ukończeniu liceum studiował na Wydziale Budownictwa Ogólnego i Przemysłowego Politechniki Śląskiej w Gliwicach, gdzie w 1960 roku obronił pracę dyplomową. W kolejnych latach zdobywał doświadczenie zawodowe w Biurze Projektów Energetycznych „Energoprojekt” w Gliwicach oraz jako inspektor nadzoru na budowie elektrowni „Blachownia”. Od 1965 roku był związany z Politechniką Śląską jako pracownik naukowo-dydaktyczny.
Stopień doktora nauk technicznych uzyskał w 1973 roku, broniąc rozprawę pt. „Analiza podłoża uwarstwionego metodą elementów skończonych”. W 1984 roku na Wydziale Hydrotechniki Politechniki Gdańskiej uzyskał stopień doktora habilitowanego. W 1997 roku otrzymał tytuł profesora nauk technicznych.
Przez wiele lat był związany z Politechniką Śląską, gdzie kierował Katedrą Geotechniki (1994–2006) oraz pełnił funkcję dziekana Wydziału Budownictwa (1996–1999). Był autorem licznych prac naukowo-badawczych, ekspertyz inżynieryjnych oraz recenzji rozpraw doktorskich i habilitacyjnych. W swojej pracy naukowej łączył teorię z praktyką inżynierską, będąc pionierem w zastosowaniu kolumn kamiennych wykonywanych techniką wymiany dynamicznej. Wypromował 12 doktorów nauk technicznych.
Zmarł 4 kwietnia 2021, pochowany został na Cmentarzu Centralnym w Gliwicach.

## Członkostwa w instytucjach naukowych
Był członkiem Komitetu Inżynierii Lądowej i Wodnej na IV Wydziale Nauk Technicznych Polskiej Akademii Nauk.
Pełnił funkcję wiceprezydenta Polskiego Komitetu Geotechniki (2000–2006) oraz przewodniczył Sekcji Geotechniki przy Komitecie Inżynierii Lądowej i Wodnej PAN. Był wielokrotnie nagradzany, m.in. w 1980 otrzymał nagrodę im. prof. Wacława Żenczykowskiego, Złotym Krzyżem Zasługi (1986), Krzyżem Kawalerskim Orderu Odrodzenia Polski (2003) oraz Medalem Komisji Edukacji Narodowej (2001).